# Liste der Monuments historiques in Bressey-sur-Tille
Die Liste der Monuments historiques in Bressey-sur-Tille führt die Monuments historiques in der französischen Gemeinde Bressey-sur-Tille auf.

## Liste der Immobilien
| Bezeichnung                  | Beschreibung                                                    | Standort                | Kennzeichnung | Schutzstatus | Datum | Bild           |
| ---------------------------- | --------------------------------------------------------------- | ----------------------- | ------------- | ------------ | ----- | -------------- |
| Château de Bressey-sur-Tille | Schloss, zweite Hälfte des 18. Jahrhunderts; mit der Parkanlage | 2 rue du Château (Lage) | PA00112746    | Classé       | 1992  | weitere Bilder |

## Liste der Objekte
| Bezeichnung | Beschreibung          | Standort             | Kennzeichnung | Schutzstatus | Datum | Bild |
| ----------- | --------------------- | -------------------- | ------------- | ------------ | ----- | ---- |
| Glocke      | Bronze, 1679 gegossen | in der Mairie (Lage) | PM21000401    | Classé       | 1915  |      |